# Ipomoea venusta
Ipomoea venusta är en vindeväxtart som först beskrevs av Carl Friedrich Philipp von Martius och Gal., och fick sitt nu gällande namn av William Botting Hemsley. Ipomoea venusta ingår i släktet praktvindor, och familjen vindeväxter. Inga underarter finns listade i Catalogue of Life.